# Bernardo Álvarez Merino
Bernardo Álvarez Merino (Reus, 3 d'agost de 1971) és un exjugador professional de bàsquet, exentrenador i exregidor a Tarragona. El 12 d'agost fou nomenat conseller d'Esports de la Generalitat de Catalunya.
Amb anterioritat a la seva labor com a tècnic, va ser jugador professional de bàsquet en la posició d'aler. La seva gran especialitat era el tir exterior, amb una gran capacitat d'armar el braç amb rapidesa, i amb bons percentatges de tir.
L'any 2010 va anunciar la seva retirada com a jugador en actiu i només un mes i mig després, va anunciar que es feia càrrec, com a primer entrenador de la banqueta del CB Tarragona 2017 de LEB Or, equip al qual entrenaria durant 10 anys.

## Clubs
Com a jugador
- Pedrera La Salle Tarragona.
- CB Tarragona. Categories inferiors.
- CB Tarragona (1992-1995)
- Pamesa València (1996-2001)
- Caprabo Lleida (2001-2004)
- CB Tarragona (2004-2007)
- Lleida Bàsquet (2007-2008)
- CB Tarragona (2008-2010)

Com a entrenador
- CB Tarragona (2010-2023)